# Пришелец (фильм, 2001)
«Пришелец» (англ.  Impostor — «Самозванец») — фантастический фильм 2001 года режиссёра Гэри Фледера по одноимённому рассказу писателя Филипа Дика 1953 года. В России премьера состоялась 7 февраля 2002 года.

## Сюжет
Действие картины разворачивается в 2079 году. В 2044 году Земля была атакована инопланетной цивилизацией с Альфы Центавра. Власть взяло в руки тоталитарное военное правительство. Войну удалось свести в патовую ситуацию — главные города Земли были защищены энергетическим щитом, непробиваемым для центаврийцев, однако земляне не имели достаточно сил, чтобы полноценно противостоять захватчикам.
Главным героем является учёный Спенсер Олхэм, разработавший оружие, способное положить конец войне. Но его арестовывают, так как считают его репликантом. Репликанты, созданные инопланетянами, являются живыми минами, перенося в груди небольшие органические ядерные бомбы, при этом являясь абсолютной копией человека-оригинала, обладают воспоминаниями оригинала и не подозревают о своей искусственной природе.
Правительство получило радиоперехват инопланетян, из которого следовало, что клон Олхэма должен убить канцлера Земли. Спенсер бежит от службы безопасности. Сначала он хочет доказать своим преследователям, что они допускают ошибку. Проникнув в медицинский центр, он начинает сканирование собственного тела, но не успевает довести его до конца.
Во время преследования он встречает свою жену, но в лесу их ловят около разбившегося инопланетного корабля. Внутри транспортного средства находят труп жены Спенсера, и её репликанта успевают убить.
Однако Хэтэуэй, возглавлявший погоню, обнаруживает и труп самого Олхэма. Это событие становится сигналом для детонации его репликанта, тем самым ознаменовав крах покушения на канцлера. Финальные кадры предлагают задуматься о том, что репликант по ходу действия фильма проявлял больше человечности, чем его преследователи, и даже спасал человеческие жизни.

## В ролях
В фильме задействовано свыше 50 актёров, не считая актёров массовки.
| Актёр                                  | Роль                             |
| -------------------------------------- | -------------------------------- |
| Гэри Синиз                             | Спенсер Олхэм (Spencer Olham)    |
| Мэделин Стоу                           | Майя Олхэм (Maya Olham)          |
| Винсент Д’Онофрио                      | Хэтэуэй (Hathaway)               |
| Тони Шалуб                             | Нельсон Гиттс (Nelson Gittes)    |
| Тим Гини                               | доктор Карон (Carone)            |
| Мекай Файфер                           | Кейл (Cale)                      |
| Гэри Дурдан (англ. Gary Dourdan)       | капитан Берк (Burke)             |
| Линдсей Краус                          | канцлер                          |
| Элизабет Пенья                         | акушерка                         |
| Шейн Бролли (англ. Shane Brolly)       | лейтенант Берроуз (Burrows)      |
| Голден Брукс                           | сестра Кейла                     |
| Тед Кинг                               | оператор RMR                     |
| Рэйчел Латтрелл                        | медсестра в Комнате сканирования |
| Жонелль Кеннеди (англ. JoNell Kennedy) | медсестра                        |
| Эрика Гимпел                           | диктор теленовостей              |
| Арли Джовер (англ. Arly Jover)         | диктор теленовостей              |
| Юна Дэймон (англ. Una Damon)           | диктор теленовостей              |
| Кимберли Скотт (англ. Kimberly Scott)  | офицер связи                     |
| Джон Гэйтинс                           | солдат                           |
| Адам Родригес                          | солдат                           |
| Ивана Миличевич                        | (Gang girl)                      |
| Кларенс Уильямс III                    | министр обороны                  |

## Отличия от рассказа
- Несмотря на то, что из-за малого объёма оригинального рассказа фильм неизбежно построен «по мотивам», в нём имеются и отступления от оригинала:
  - В рассказе защитное поле покрывало всю планету, а не отдельные города, как в фильме. Таким образом, отсутствуют «брошенные» города и люди, контакт с ними Олхэма, рейд в госпиталь.
  - В фильме бои в космосе идут, в основном, в виде примерно равных боев на истребителях, а у центаврийцев есть как минимум один крупный корабль. В рассказе земляне имели тяжелые крейсеры, которые были не способны оперативно перехватывать истребители центаврийцев из-за своей неповоротливости.
  - В оригинале работники спецслужб вывели Олхэма на лунный полигон, откуда он сбежал, пригрозив привести бомбу в действие. Линия со вскрытием заживо отсутствует, хотя Олхэм и думает о чём-то подобном.
  - В рассказе Олхэм взорвался, будучи разоблачённым, когда у разбившегося корабля центаврийцев нашли его тело. В фильме репликантом также оказалась его жена Майя, что порождает странность: репликант-Майя не взрывается от того, что её разоблачают, а Олхэм — да, как и в рассказе.
    - Ничего странного. Бомба №1 - разоблачена, бомба №2 - нет. Взрыв бомбы №1, уничтожает бомбу №2. Если взрыва бомбы №1 нет, то у бомбы №2 есть шанс добраться до цели.
- Ни в рассказе, ни в фильме не объясняется, каким образом центаврийский корабль преодолел защитное поле.

## Съёмки
Съёмки проходили в Калифорнии и Аризоне.
Отрывки из первых сцен фильма, где показан обстрел Земли из космоса, а также панорама разрушенного Парижа, взяты из фильма «Армагеддон», в котором показано падение на город метеоритов. Также в начале фильма (разбор завалов, хроника мобилизации и военных действий) показан ряд сцен из фильма «Звёздный десант». Земные солдаты в фильме также носят шлемы из «Звездного десанта».

## Прокат

### Реакция критики
Пришелец получил в основном отрицательные отзывы критиков. Rotten Tomatoes оценил картину на 21 %, основываясь на 91 обзоре.
Metacritic оценил фильм на 33 %, базируясь на 26 обзорах.

### Кассовые сборы
Картина смогла заработать около $6 000 000 в США и Канаде, а мировые сборы составили $8 000 000. Тем самым, фильм стал кассовым провалом.